# Газодинамика
Газодинамиката е раздел на хидроаеромеханиката, в който се изучава движението на свиваеми флуиди и механичното и термичното им взаимодействие с твърдите тела при скорости, по-големи от скоростта на звука (340 m/s, или 1200 km/h).
Свойството свиваемост на газовете и течностите се състои в способността им да изменят обема си при изменение на налягането или температурата. Свиваемостта се проявява съществено само при движение със скорости, съизмерими със скоростта на звука (околозвукови течения), или такива, които я превишават (свръхзвукови и хиперзвукови течения).
Наличността на големи скорости поражда специфични явления – това рязко отличава газовата динамика от другите области на приложение на механиката на свиваемите течности и газове (динамична метеорология, акустика и др.). Образуват се повърхности, при прехода през които налягането, плътността и други газодинамични величини се прекъсват. Тези повърхности се наричат ударни вълни или скокове.
Съвременната газодинамика изучава и течението на газове при високи температури, съпроводени с химични реакции и други термодинамични процеси. Тази течения са характерни за обтичането на космически апарати при влизането им в плътните слоеве на атмосферата.
Теоретичните основи на газодинамиката са уравненията на механиката на непрекъснатите среди. Тази наука се оформя като самостоятелен раздел на хидроаеромеханиката през 30-те години на XX в., когато увеличаването на скоростите в авиацията прави необходимо да се отчита свиваемостта на въздуха. Газодинамиката се развива много интензивно след 1945 г. във връзка с потребностите на бързо развиващите се свръхзвукова авиация, ракетна техника, космически полети и др.
Характерно за настоящия етап на развитие на газодинамиката е съчетаването на теоретични методи, на числен анализ с помощта на компютър и на провеждане на сложни експерименти в натурална (естествена) големина. Получените резултати позволят да се определят необходимите физични, химични и други характеристики на процесите при газодинамичните течения.